# Carlos Luis Álvarez
Carlos Luis Álvarez Álvarez, mais conhecido pelo pseudônimo Cándido (Oviedo, 14 de janeiro de 1928 – Madrid, 15 de agosto de 2006), foi um escritor e jornalista espanhol.
Dedicou-se à crítica teatral em Arriba quando este jornal era dirigido por Jaime Campmany, trabalho pelo qual ganhou o prémio Foro Teatral de melhor crítica teatral em 1973. Mais tarde, ele realizaria tarefas semelhantes na revista Blanco y Negro.
Em 1995 foi nomeado filho preferido da sua cidade natal, Oviedo.